# (5648) Axius
(5648) Axius est un astéroïde troyen jovien.

## Description
(5648) Axius est un astéroïde troyen jovien, camp troyen, c'est-à-dire situé au point de Lagrange L5 du système Soleil-Jupiter. Il présente une orbite caractérisée par un demi-grand axe de 5,144 UA, une excentricité de 0,167 et une inclinaison de 22,7° par rapport à l'écliptique.
Il est nommé en référence à un personnage de la mythologie grecque nommé Axius, père de Pélégon et grand-père d'Astéropée, ce dernier ayant été tué par Achille lors du conflit légendaire de la guerre de Troie.

## Compléments